# Antoine Richard de Montjoyeux
Pour les articles homonymes, voir Richard.
Antoine Richard de Montjoyeux est un homme politique français né le 20 octobre 1795 à Paris et décédé le 15 décembre 1874 à Annay (Nièvre).
Propriétaire, maire d'Annay en 1840, conseiller général en 1855, il est député de la Nièvre de 1858 à 1868, siégeant dans la majorité dynastique, soutenant le Second Empire. Il est sénateur de 1868 à 1870.

## Sources
- « Antoine Richard de Montjoyeux », dans Adolphe Robert et Gaston Cougny, Dictionnaire des parlementaires français, Edgar Bourloton, 1889-1891 [détail de l’édition]